# Else Frölich
Else Frölich (31 de agosto de 1880 – 15 de septiembre de 1960) fue una actriz y cantante de nacionalidad danesa, activa en la época del cine mudo.

## Biografía
Su nombre completo era Eli Maria Thaulov Sandberg, y nació en Vestre Aker, Oslo (Noruega), siendo sus padres el pintor noruego Frits Thaulow (1847–1906) y la danesa Ingeborg Charlotte Gad. Recibió formación artística en canto en París.
Con el cambio de siglo empezó a actuar en escenarios, participando principalmente en operetas. Hizo el papel principal en la pieza de Franz Lehár La viuda alegre en 1907, en el Nationaltheater de Oslo. Uno de sus mayores éxitos llegó en 1909 con la obra de Leo Fall Die Dollarprinzessin, que representó cientos de veces, tanto en Dinamarca (Det Ny Teater de Copenhague) como en Noruega. Su compañero de reparto fue el conocido actor danés Poul Reumert.
En 1911 Else Frölich empezó a actuar para la productora cinematográfica danesa Nordisk Film, con primeros papeles en grandes títulos de la compañía. En los siguientes seis años Nordisk le dio la imagen de seductora femme fatale. Sin embargo, su carrera en el cine finalizaba coincidiendo con el final de la Primera Guerra Mundial.
Tras su matrimonio en 1903 con el cantante de ópera Louis de la Cruz Frølich (Frölich) (1872–1952), a quien había conocido en París, ella adoptó el apellido Frölich. Tras divorciarse, el 4 de octubre de 1916 se casó con el director cinematográfico A. W. Sandberg (1887–1938). Tuvieron un hijo, el productor Henrik Sandberg (1919–1993). 
Else Frölich falleció en Copenhague, Dinamarca, en el año 1960. Fue enterrada en el Cementerio Vor Frelsers Kirkegård de esa ciudad.

## Filmografía (selección)
- 1911 : Jernbanens datter
- 1911 : En lektion
- 1912 : Den staerkeste
- 1912 : Djævelens datter
- 1912 : Hjertenes kamp
- 1913 : Midnatssolen
- 1913 : Nar fruen gar på eventyr
- 1914 : Kampen om barnet
- 1914 : Evangeliemandens liv
- 1914 : Detektivens barnepige
- 1915 : Giftpilen
- 1915 : Hendes fortid
- 1915 : Cowboy-Millionæren
- 1915 : Syndig kærlighed
- 1916 : Mellem de yderste skaer
- 1916 : For sin faders skyld
- 1916 : Inkognito
- 1917 : Solen der dræbte
- 1917 : De mystiske fodspor